# Panzeria nigribarbis
Panzeria nigribarbis är en tvåvingeart som beskrevs av Robineau-desvoidy 1863. Panzeria nigribarbis ingår i släktet Panzeria och familjen parasitflugor.
Artens utbredningsområde är Frankrike. Inga underarter finns listade i Catalogue of Life.